# Compagnie des Fonderies et Forges de Terrenoire
La Compagnie des Fonderies et Forges de Terrenoire est une société métallurgiste et charbonnière du département de la Loire et de celui du Gard, spécialisée au XIXe siècle dans la technologie du puddlage de la fonte, qui a joué un rôle important dans la croissance du chemin de fer au XIXe siècle : en 1878, c'est le plus important producteur de rails Bessemer en France.

## Histoire
La Compagnie des Fonderies et Forges de Terrenoire, appelée aussi Compagnie des Fonderies et Forges de Terrenoire la Voulte et Bessèges est issue de la fusion de deux vieilles entreprises du bassin stéphanois : la Compagnie des Mines de fer de Saint-Étienne, inspirée dès 1822 par Louis de Gallois et la Compagnie des Forges de la Loire et de l'Isère, créée par Frerejean en 1819.
Avec la forge de Saint-Julien-en-Jarez, ces deux sociétés sont à l'origine de la sidérurgie ligérienne à l'anglaise, basée sur le puddlage de la fonte. Le résultat de leur fusion est un groupe qui pratique la concentration verticale : concession houillère de Janon, mines de fer de Privas, hauts fourneaux au coke de La Voulte, forges de Terrenoire et de Bessèges, dans le Gard.
Jusqu'en 1862, on ne produit que du fer et pas encore de l'acier. Du coup, l'aciérie Bessemer installée après cette date à Terrenoire fabrique des rails de chemin de fer plus solides, grâce au procédé Bessemer. La société emploie 5 000 ouvriers et produit 40 000 tonnes de rails et de fers marchands.
Sous la direction de Jules Euverte, ancien ingénieur du Creusot, Terrenoire va adopter dès 1868 le four Martin-Siemens, tout comme l'usine voisine, à Firminy, de François-Félix Verdié, qui dispose des brevets. En 1878, il y a deux fours de 20 tonnes chacun. La société, pour se faire de la publicité, expose au Champ-de-Mars une collection complète d'échantillons d'acier au carbone. À Terrenoire, l'une des usines parmi les plus innovatrices, le laboratoire tient une place éminente, avec les essais chimiques et mécaniques des aciers : traction, flexion, mais aussi compression et les essais au choc.

## Sources